# Kâzım Koyuncu
Kazım Koyuncu (Artvin, 7 novembre 1971 – Istanbul, 25 giugno 2005) è stato un musicista, cantautore e attivista turco di origine Laz che ha creato il proprio stile fondendo la musica del Mar Nero e la musica rock..

## Biografia
È stato introdotto alla musica in tenera età. Si è trasferito a Istanbul alla fine degli anni '80, dove ha iniziato a fare musica rock amatoriale. All'inizio degli anni '90, ha iniziato a tenere concerti su piccola scala con i suoi amici in vari luoghi. Nel 1994, ha creato il proprio stile combinando la musica Laz con la musica rock. Nello stesso anno, ha deciso di formare un gruppo chiamato Zuğaşi Berepe. Nel 1995, la band pubblicò il loro primo album intitolato Va Mişkunan. L'album è stato accolto positivamente per la propria originalità. Nel 1998 pubblicarono il loro secondo album Igzas. L'album ha fatto più rumore del primo. Dopo questo album, il gruppo si sciolse. All'inizio degli anni 2000, Kazım Koyuncu è entrato nell'esercito. Dopo il congedo ha iniziato a lavorare al suo primo album da solista. Nel 2001 Viya! fu il suo primo album da solista.
Nel 2002 ha iniziato a comporre la musica della serie televisiva Gülbeyaz con Gökhan Birben. Ha anche recitato in alcune parti della serie. La musica della serie ha attirato molta attenzione. Successivamente, Kazım Koyuncu iniziò a farsi conoscere in tutta la Turchia. I suoi concerti sono stati seguiti da un vasto pubblico. Ha pubblicato il suo secondo album, Hayde, nel 2004. Il secondo album ha raggiunto una cifra di vendita superiore al primo. È diventato uno degli album più venduti dell'anno. Alla fine del 2004 ha ricevuto la notizia di avere il cancro. Sebbene i medici gli dicessero di non stancarsi troppo, Kazım Koyuncu ha continuato a tenere concerti. Ha tenuto il suo ultimo concerto nel 2005 alla Karadeniz Technical University. Morì all'età di 33 anni a Şişli il 25 giugno 2005, dopo che il cancro ai testicoli si era diffuso ai polmoni.

## Discografia

### Solista
- 2001: Viya!
- 2004: Hayde
- 2006: Dünyada Bir Yerdeyim (released posthumously)

### Con i Zuğaşi Berepe
- 1995: Va Mişkunan ("We Don't Know" in Laz)
- 1998: İgzas ("You Are Leaving" in Laz)
- 1998: Bruxel Live

### Con i Grup Dinmeyen
- 1996: Sisler Bulvarı (Boulevard of Mists)